# Willy Korb
Willy Korb (* 21. Oktober 1890 in Schwarzenberg/Erzgeb.; † unbekannt) war ein nationalsozialistischer Funktionär. Er war Gauobmann der Nationalsozialistischen Kulturgemeinde und ab August 1934 in Personalunion Leiter des sächsischen Gaukulturamtes (Gaukulturwart) und Gauwart der NS-Gemeinschaft „Kraft durch Freude“ (KdF).

## Leben und Wirken
Korb stammt aus dem sächsischen Erzgebirge und lebte später in Leipzig. Zum 1. November 1932 trat er der NSDAP bei (Mitgliedsnummer 1.376.909). Er war Kreis- und Gauredner der Partei und der Nationalsozialistischen Betriebszellenorganisation (NSBO). Im Januar 1934 wurde er als Mitglied der NSDAP zum neuen Gauwart für die nationalsozialistische Gemeinschaft „Kraft durch Freude“ berufen. Sein Dienstsitz wurde die Bezirksleitung der Deutschen Arbeitsfront in Dresden, Platz der SA 14. Als Gauwart war er u. a. für die Genehmigung sämtlicher Veranstaltungen des Feierabendwerkes KdF zuständig. Gaukulturwart wurde Korb, nachdem sein Vorgänger Werner Manger im August 1934 dieses Amt niedergelegt hatte. Im gleichen Jahr richtete er an zweiter Stelle neben dem Reichsstatthalter Martin Mutschmann einen öffentlichen Aufruf an die Angestellten zur Erbringung von Höchstleistungen und war einer der Autoren der Werbepublikation Das nationalsozialistische Sachsen, das als Sonderheft der Reihe Das schöne Sachsen erschien. Im folgenden Jahr war er einer der Hauptorganisatoren des Sachsentreffens. 1938 nahm er die Weihe der Gauschnitzschule in Schneeberg (Erzgebirge) vor und verwies darauf, dass deren Gründung auf die Feierohmdschau in Schwarzenberg zurückgeht.